# District de Courtelary

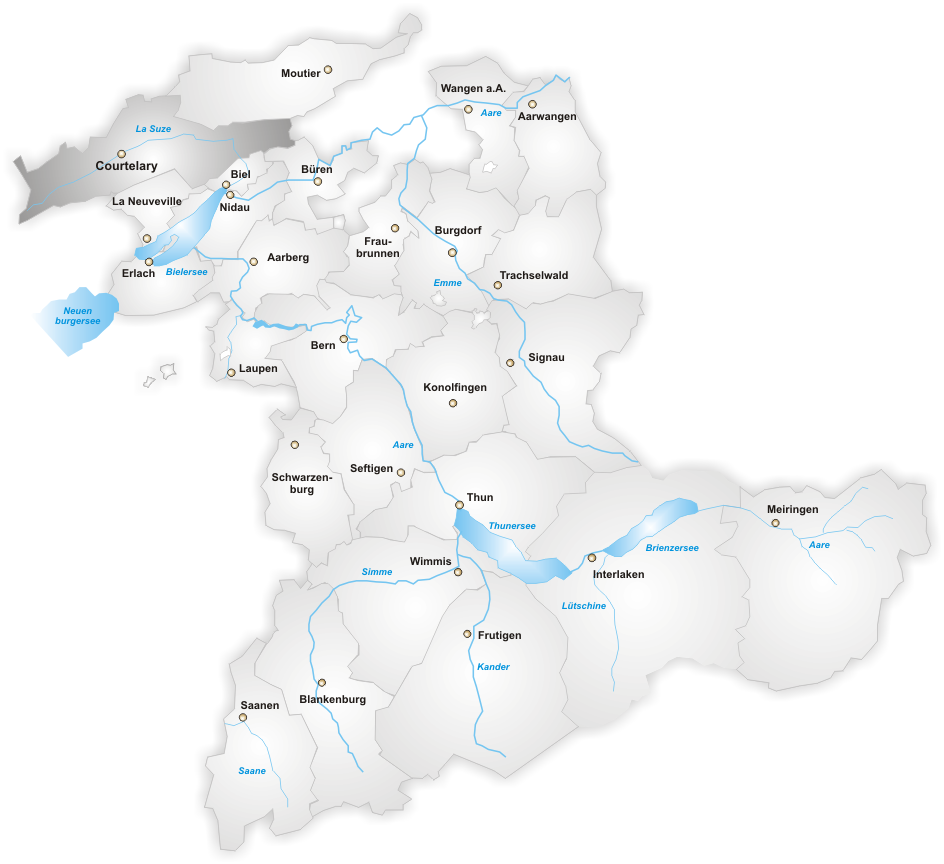
District de Courtelary

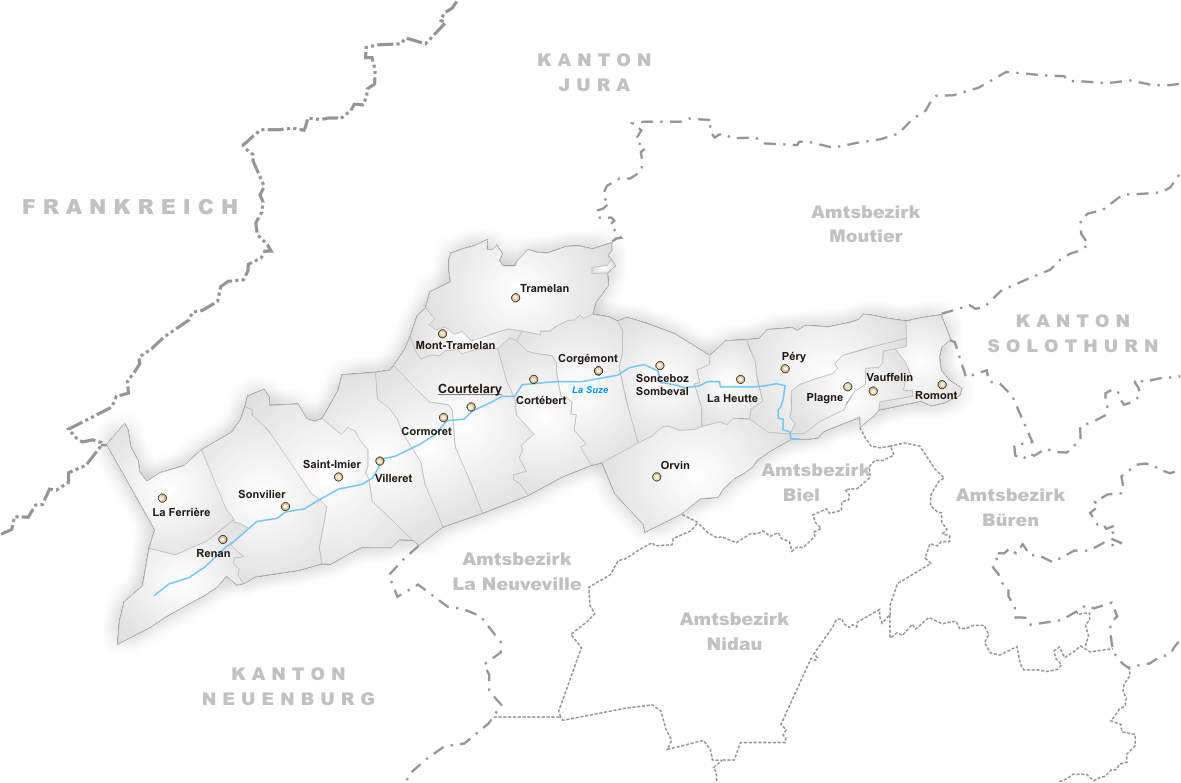
Communes du district de Courtelary

Le district de Courtelary est l’un des 26 districts du canton de Berne en Suisse. Depuis le 1er janvier 2010, il coexiste avec l'arrondissement administratif du Jura bernois. Son périmètre sert notamment à délimiter la circonscription électorale pour l'élection au Conseil du Jura bernois.
Il est l'un des 3 districts entièrement francophones du canton de Berne et constitue la région du Jura bernois avec les 2 autres districts francophones du canton, le district de La Neuveville et le district de Moutier. La commune de Courtelary est le chef-lieu du district. Le district avait une population de 22 298 habitants au 31 décembre 2005. Sa superficie est de 266 km² et compte 18 communes :
| Nom de la commune | Habitants (2004) | Superficie en ha |
| ----------------- | ---------------- | ---------------- |
| Corgémont         | 1532             | 1760             |
| Cormoret          | 528              | 1343             |
| Cortébert         | 737              | 1475             |
| Courtelary        | 1163             | 2224             |
| La Ferrière       | 550              | 1423             |
| La Heutte         | 481              | 800              |
| Mont-Tramelan     | 133              | 464              |
| Orvin             | 1207             | 2160             |
| Péry              | 1361             | 1557             |
| Plagne            | 391              | 755              |
| Renan             | 790              | 1262             |
| Romont BE         | 213              | 707              |
| Saint-Imier       | 4756             | 2086             |
| Sonceboz-Sombeval | 1684             | 1503             |
| Sonvilier         | 1090             | 2378             |
| Tramelan          | 4263             | 2488             |
| Vauffelin         | 431              | 592              |
| Villeret          | 914              | 1622             |

En 2018, il était constitué de 15 communes.
| Nom de la commune | Habitants (2004) | Superficie en ha |
| ----------------- | ---------------- | ---------------- |
| Corgémont         | 1706             | 1760             |
| Cormoret          | 491              | 1343             |
| Cortébert         | 705              | 1475             |
| Courtelary        | 1438             | 2224             |
| La Ferrière       | 534              | 1423             |
| Mont-Tramelan     | 122              | 464              |
| Orvin             | 1225             | 2160             |
| Péry-La Heutte    | 1361             | 1557             |
| Renan             | 928              | 1262             |
| Sauge             | 815              | 1344             |
| Saint-Imier       | 5131             | 2086             |
| Sonceboz-Sombeval | 1968             | 1503             |
| Sonvilier         | 1237             | 2378             |
| Tramelan          | 4568             | 2488             |
| Villeret          | 925              | 1622             |

## Liste des préfets du District de Courtelary
- Charles-Auguste Langel (1832-1838)
- Xavier Wermeille (1839)
- Ferdinand Morel (1840-1841)
- Pierre-David Rollier (1842-1850)
- François-Emmanuel Lombach (1851-1854)
- Henri Antoine (1855-1866)
- Jérôme Desvoignes (1867-1890)
- Albert Locher (1891-1911)
- Léon Liengme (1912-1945)
- Willy Sunier (1945-1972)
- Marcel Monnier (1972-1994)
- Antoine Bigler (1995-2009)